# Семенастівська волость
Семенастівська волость — історична адміністративно-територіальна одиниця Єлизаветградського повіту Херсонської губернії із центром у містечку Семенасте.
Станом на 1886 рік складалася з 9 поселень, 12 сільських громад. Населення — 3336 осіб (1708 чоловічої статі та 1628 — жіночої), 592 дворових господарства.
|                     | Площа, десятин | У тому числі орної, дес. |
| ------------------- | -------------- | ------------------------ |
| Сільських громад    | 3688           | 3111                     |
| Приватної власності | 18237          | 6072                     |
| Казенної власності  | —              | —                        |
| Іншої власності     | 156            | 47                       |
| Загалом             | 22081          | 9230                     |

Основні поселення волості:
- Семенасте (Семенастівка) — колишнє власницьке містечко при балках Семенастій і Любчик за 35 верст від повітового міста, 306 осіб, 64 дворових господарств, православна церква, школа, недіючий винокурний завод.
- Димина (Михайлівка) — колишнє власницьке село при річці Сугоклія, 382 особи, 82 дворових господарства, камера мирового судді, школа.
- Іванівка — колишнє власницьке село при річці Чорний Ташлик, 670 осіб, 137 дворових господарств, православна церква, школа.
- Захарівка — колишнє власницьке село при річці Чорний Ташлик, 643 особи, 127 дворових господарств.

За даними 1896 року у волості налічувалось 59 поселень, 1298 дворових господарств, населення становило 7285 осіб.